# Rosulabryum elegans
Rosulabryum elegans là một loài Rêu trong họ Bryaceae. Loài này được (Nees) Ochyra mô tả khoa học đầu tiên năm 2003.